# Eisenbahnunfall bei Hugstetten

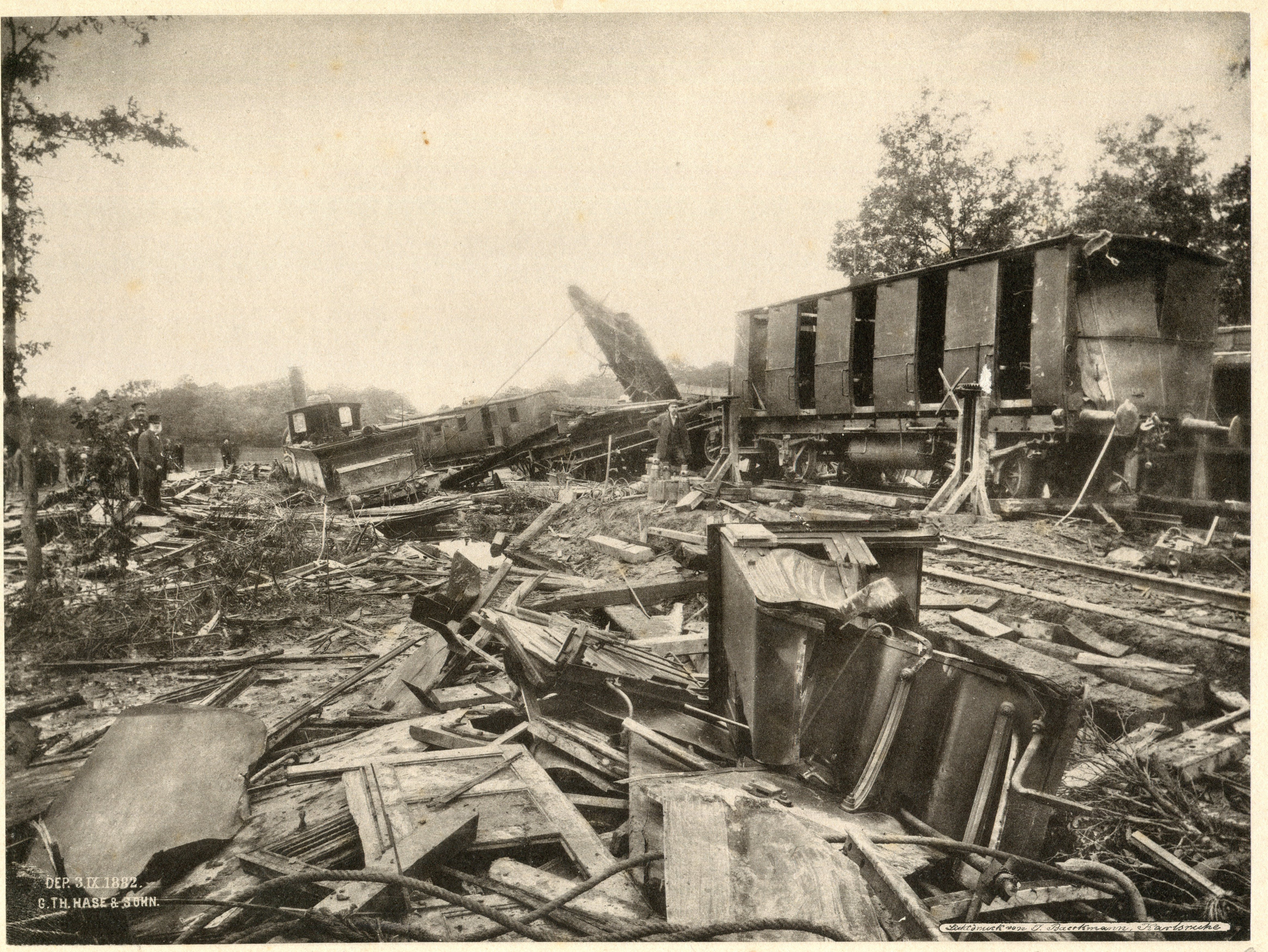
Die Unfallstelle

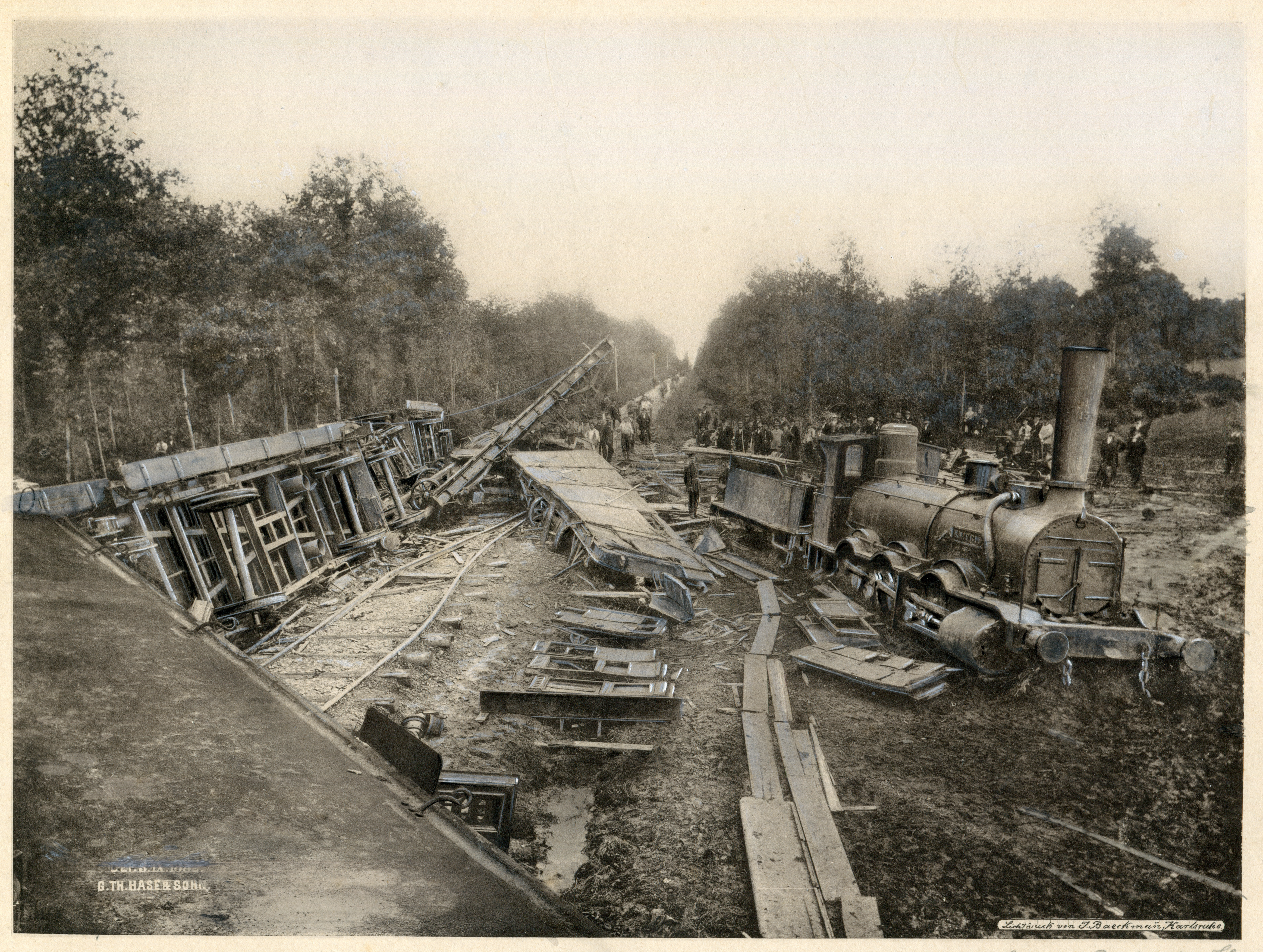
Die Unfallstelle

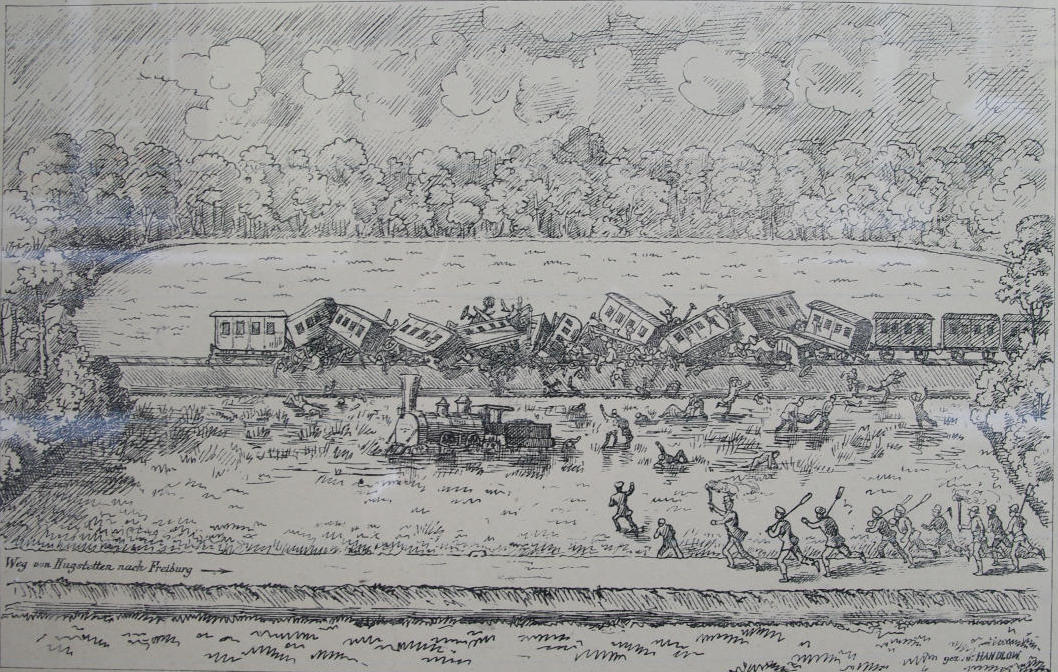
Skizze eines Augenzeugen von der Unfallstelle und den anlaufenden Rettungsmaßnahmen

Am 3. September 1882 ereignete sich der Eisenbahnunfall bei Hugstetten auf der Bahnstrecke Freiburg–Colmar bei Hugstetten. Ein Zug der Großherzoglich Badischen Staatseisenbahnen entgleiste, 69 Menschen starben, mehr als 200 wurden verletzt. Heute liegt die Unfallstelle in der Nähe des Freiburger Stadtteils Landwasser.
Dies war der schwerste Eisenbahnunfall in den ersten 100 Jahren deutscher Eisenbahngeschichte, erst der Eisenbahnunfall von Genthin 1939 forderte noch mehr Opfer.

## Ausgangslage
Der 3. September, der Sonntag nach dem „Sedantag“, einem Feiertag im Deutschen Kaiserreich, war für über 1200 Menschen Anlass zu einem spätsommerlichen Ausflug mit einem Sonderzug von Colmar nach Freiburg. Gegen 20 Uhr sollte der Zug mit seinen Fahrgästen vom Bahnhof Freiburg nach Colmar zurückkehren. Am Abend war ein Unwetter mit starkem Regen über Freiburg niedergegangen, weshalb sich die Abfahrt um einige Minuten verzögerte.

### Eisenbahninfrastruktur
Die Bahnstrecke war am 14. September 1871 bis Breisach als Privatbahn errichtet, 1878 verstaatlicht und im gleichen Jahr über den Rhein hinweg nach Colmar verlängert worden. Sie wies von Freiburg zum Rhein hin ein Gefälle von bis zu 12 ‰ auf. Der Oberbau war seit Inbetriebnahme nicht verändert oder durchgehend saniert worden, so dass hier immer noch sehr leichte Schienen verlegt waren, die zudem mit „schwebenden Stoß“ zusammentrafen. Dies bedeutet, dass die Schienenenden jeweils zwischen zwei Holzschwellen aneinander lagen. Allein 1881 hatten sich auf der Strecke 31 Schienen- und Laschenbrüche ereignet. Die Schwellen waren nicht imprägniert. Sie lagen nicht in einem Schotterbett, sondern in einer Kiesbettung. Die Sanierung der Strecke war bereits vorgesehen, da das Gleis nach betrieblich bedingten Verschiebungen wiederholt hatte gerichtet werden müssen. Ein halbes Jahr vor dem Unfall war in Bergfahrt wegen des Streckenzustandes eine Lokomotive entgleist.
Die Strecke war mit Streckenposten im Abstand von 1000 m gesichert, die sich untereinander mit Läutewerken verständigen konnten.
Das Unwetter hatte die Bettung der Gleise der Bahnstrecke im Bereich von Mooswald unterspült oder aufgeweicht.

### Fahrzeuge
Der Zug wurde von der Lokomotive KNIEBIS vom Typ X c gezogen, einer Longboiler-Lokomotive mit drei angetriebenen Achsen („C-Kupplung“). Die Konstruktion stammte aus der Werkstatt von Robert Stephenson. Ohne die Achsabstände zu verändern, hatte er Lokomotiven mit einem längeren Kessel gebaut, einem so genannten „Longboiler“. Der jetzt weit über die äußeren Achsen ragende Kessel konnte bei höherer Geschwindigkeit Eigenschwingungen der Lokomotive verursachen, die diese im Extremfall aus dem Gleis werfen konnten. Mehrere derartige Unfälle sind bekannt. Longboiler-Lokomotiven wurden deshalb in Deutschland in den 1880er-Jahren in der Regel nicht mehr eingesetzt, vor allem nicht vor Personenzügen, denn schon beim Eisenbahnunfall von Avenwedde 1851 war eine solche Lokomotive vor einem Schnellzug Unfallursache gewesen. Für die KNIEBIS war deshalb eine Höchstgeschwindigkeit von 50 km/h festgesetzt worden.
Die KNIEBIS zog 28 Personenwagen mit Holzaufbauten, in denen etwa 1200 Fahrgäste reisten. Vorschriftsgemäß hätten mindestens 25 % der Wagen (also 7) mit Bremsern besetzt werden müssen, was in dem Gefälle sowieso knapp bemessen war.

## Unfallhergang
Auf sechs der 28 Wagen waren Bremser eingeteilt gewesen. Da der Zug für die Rückfahrt nach Colmar für den allgemeinen Verkehr freigegeben worden war, kümmerten sich zwei der Bremser nach Beginn der Fahrt um das Kassieren des Fahrgelds. Ein weiterer Bremser war damit beschäftigt, einen neuen Kollegen einzuweisen. Die beiden anderen besaßen keine ausreichende Streckenkenntnis, sodass einer im entscheidenden Gefälle nicht, der andere zu schwach bremste. So steigerte sich die Geschwindigkeit des Zuges durch das Gewicht der schiebenden Eisenbahnwagen zunehmend. Die Lokomotive fing an zu „wippen“ und übte eine entsprechende stoßweise Belastung auf den unzureichenden Oberbau aus, der dies nicht auffangen konnte. Das Lokomotivpersonal versuchte mit der Bremse von Lokomotive und Tender zu bremsen – vergeblich. Bei der überhöhten Geschwindigkeit von ca. 70 km/h  – Tachometer zur Geschwindigkeitskontrolle waren noch unbekannt – entgleiste die KNIEBIS gegen 20:20 Uhr, als die Schienen unter ihr nachgaben, und blieb im sumpfigen Gelände stecken. Dies geschah auf freier Strecke in einer langen Geraden, 5,4 km hinter dem Freiburger Bahnhof in Höhe des heutigen Tierhygienischen Instituts im Freiburger Stadtteil Landwasser.
Dabei deformierte die Lokomotive das Gleis auf einer Länge von 226 Metern. 25 Personenwagen entgleisten ebenfalls, verkeilten sich ineinander und zersplitterten zum Teil derart vollständig, dass von ihnen nur Einzelteile übrig blieben. Nur vier Wagen blieben im Gleis.

## Folgen

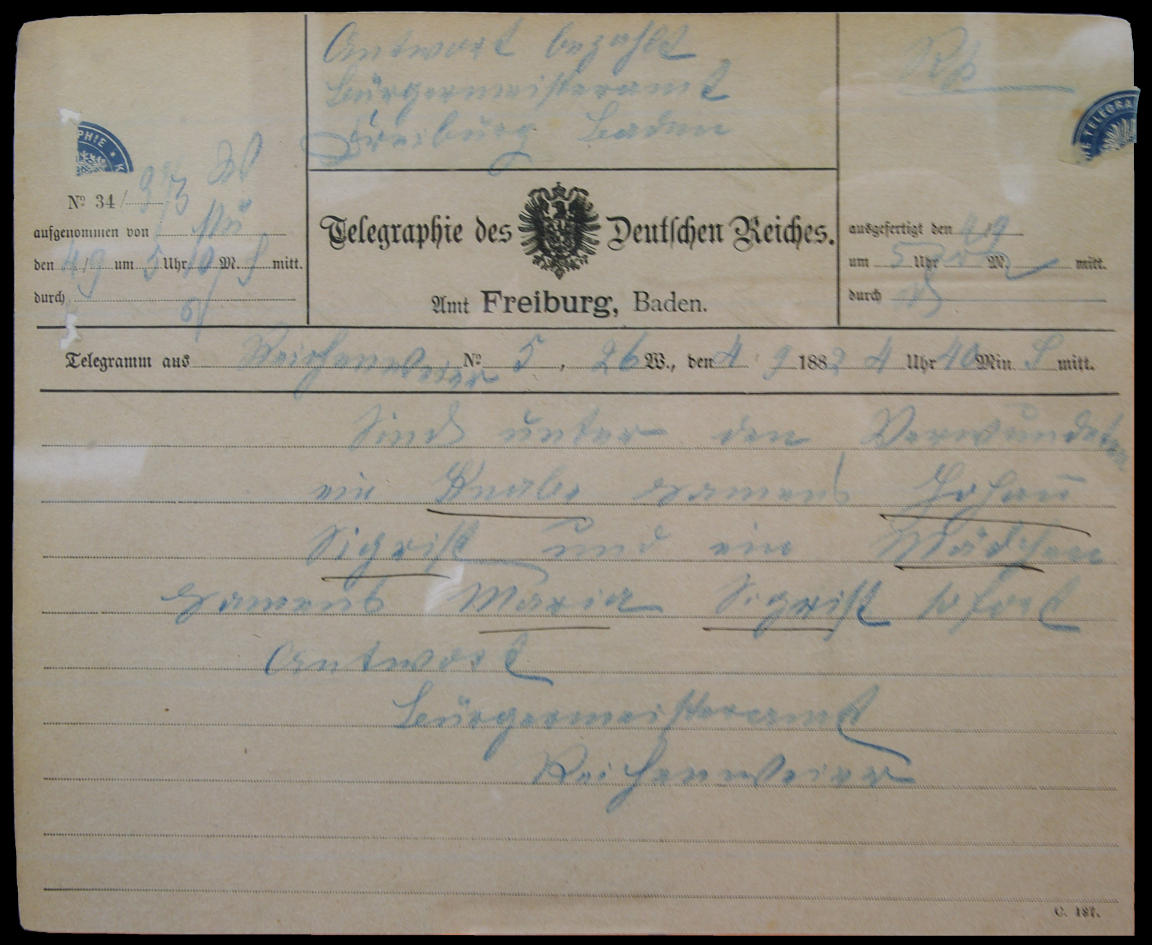
Telegrafische Anfrage zur Klärung der Identität von Unfallopfern am Tag nach dem Unglück

### Unmittelbare Folgen
Aus den Trümmern der zerstörten Wagen bargen die Helfer bei Regen und Sturm 64 Tote. Rund 230 Menschen überlebten das Unglück schwer verletzt, fünf verstarben noch in den Tagen danach an ihren schweren Verletzungen.
Mit Pferdefuhrwerken und Handkarren halfen Bürger aus Hugstetten, Hochdorf und Lehen bei den Rettungsmaßnahmen. Da auch die Telegrafenleitung durch den Unfall zerstört worden war, konnte sie nicht genutzt werden, um Hilfe herbeizuholen. Zudem konnte der Bahnhof Freiburg so keine Zugmeldungen empfangen. Auf die „tote“ Telegrafenleitung reagierte der Bahnhof Freiburg, indem er den folgenden Zug im Planabstand von 15 Minuten, lediglich mit einem Vorsichtsbefehl versehen, folgen ließ. Der Lokführer des zweiten Zuges konnte, gewarnt von einem Streckenposten, rechtzeitig vor der Unfallstelle bremsen.
Das Läutesignal des Streckenpostens, „Hilfslokomotive schicken“, wurde im Bahnhof Freiburg erst gegen 21.45 Uhr beachtet. Dort gab es aber keine Hilfslokomotive. So wurde von einem gerade eintreffenden Güterzug die Lokomotive abgespannt und für den Hilfszug eingesetzt, der so erst zwei Stunden nach dem Unfall an der Unfallstelle eintraf. Ärzte mitzuschicken, wurde vergessen. Sie wurden mit Pferdefuhrwerken nachgeschickt, kamen jedoch erst kurz vor Mitternacht an.
Erst am nächsten Morgen wurden die letzten Toten und Verletzten geborgen.

### Trauer

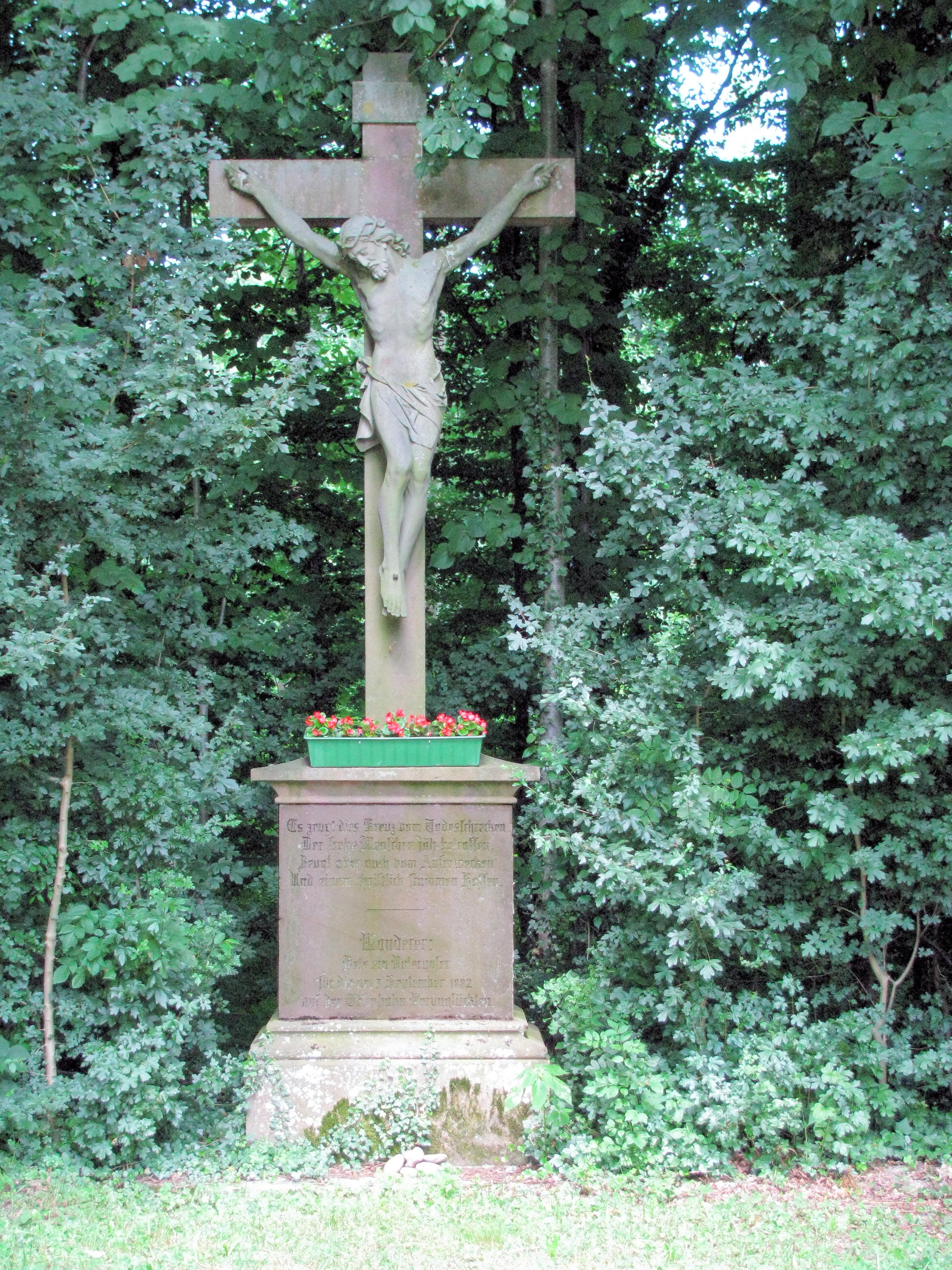
Gedenkkreuz

Im Deutschen Reich löste die Katastrophe Trauer und Entsetzen aus. Landesweit wurden die Fahnen auf halbmast gesetzt und alle öffentlichen Feiern abgesagt. Die Opfer wurden in ihre Heimatgemeinden im Elsass überführt und dort beigesetzt; fünf Menschen fanden in Freiburg ihre letzte Ruhe. Seit 1885 erinnert ein schlichtes zum Gedenken an den Unfall aufgestelltes Kreuz gegenüber dem Tierhygienischen Institut an der Straße zwischen Freiburg und Hugstetten an den Unfall. Es trägt die Inschrift:
Es zeugt dies Kreuz von Todesschrecken,

der frohe Menschen jäh betroffen,

zeugt aber auch vom Auferwecken

und einem christlich frommen Hoffen.

Wanderer!

Bete ein Vaterunser

für die am 3. September 1882

auf der Eisenbahn Verunglückten.

### Aufarbeitung
Für die Badischen Staatseisenbahnen war der Unfall ein Anlass, die bis dahin traditionell mit Namen versehenen Lokomotiven nur noch mit Nummern zu bezeichnen. Die Unglückslok war nur leicht beschädigt und wurde nach der Reparatur wieder eingesetzt, was bei Reisenden auf erhebliches Misstrauen stieß.
Im April 1883 wurden der Bahnamtsvorstand, der Fahrdienstleiter in Freiburg und der Zugführer wegen organisatorischer Fehler und Überwachungsversäumnissen sowie der Wagenwärter, weil er sich nicht auf seinem Platz aufgehalten hatte, und darüber hinaus der Lokomotivführer (wegen unzureichender Aufmerksamkeit) vor der Großen Strafkammer des Freiburger Landgerichts angeklagt. Weil die Umstände des Unfalls in den technischen Unzulänglichkeiten von Oberbau und Lokomotive angesiedelt waren und den Angeklagten kein persönlicher Schuldvorwurf zu machen war, sprach das Gericht sie nach fünftägiger Verhandlung frei. Die technisch und organisatorisch Verantwortlichen wurden nicht belangt. Ihr Beitrag zu dem Unfall verschwand im allgemeinen Organisationsverschulden.